# In Distortion We Trust
In Distortion We Trust är Crucified Barbaras debutalbum, utgivet den 19 januari 2005. Albumet utgavs på CD och bild-LP.

## Låtlista
| Nr           | Titel                     | Längd |
| ------------ | ------------------------- | ----- |
| 1.           | Play Me Hard              | 3:35  |
| 2.           | In Distortion We Trust    | 3:45  |
| 3.           | Losing the Game           | 3:52  |
| 4.           | Motorfucker               | 3:40  |
| 5.           | I Need a Cowboy from Hell | 3:29  |
| 6.           | My Heart Is Black         | 3:33  |
| 7.           | Hide 'Em All              | 3:35  |
| 8.           | Going Down                | 2:52  |
| 9.           | I Wet Myself              | 3:06  |
| 10.          | Rock'n'Roll Bachelor      | 3:08  |
| 11.          | Bad Hangover              | 3:46  |
| Total längd: | Total längd:              | 38:21 |

| 12.          | My Heart Is Black (Acoustic)      | 5:04  |
| 13.          | Killed by Death (Motörhead-cover) | 3:57  |
| 14.          | Shout It Out Loud (KISS-cover)    | 3:18  |
| Total längd: | Total längd:                      | 50:40 |

## Medverkande
- Mia Coldheart – sång, gitarr
- Klara Force – gitarr, bakgrundssång
- Ida Evileye – basgitarr
- Nicki Wicked – trummor, bakgrundssång